# 鳥山明
鳥山明（日语：／ Toriyama Akira，1955年4月5日—2024年3月1日），日本漫畫家，愛知縣清須市出身，漫畫作品包括《怪博士與機器娃娃》和《七龍珠》，也擔任了幾款流行電子遊戲的角色設定，如《勇者鬥惡龍》、《Tobal No.1》、《超時空之鑰》、《藍龍》，設有自己的工作室「BIRD STUDIO」（バードスタジオ）。鳥山明作品多產、影響深遠，在日本漫畫界極具影響力，其作品具全球知名度。

## 生平

### 早年生活
鳥山明出身自愛知縣西春日井郡清洲町（今清須市），血型A型。身高173公分。 他的第一任責任編輯鳥嶋和彥曾透露：「鳥山先生從小的家境很窮困，沒有錢買書，三餐溫飽都有困難，但是他的雙親都是開朗樂觀的人。鳥山明喜歡繪畫，特別是在得不到想要的東西和飢餓的時候就會執筆畫圖。」
小學時，鳥山明因為在教室佈置比賽設計了《101忠狗》受到表揚感到開心，後來他在寫生比賽也多次獲獎，高中在愛知縣的一所技術與工程高中學習設計，透過宣傳海報比賽獲得全國高中部美術獎。他有一個親妹妹，小時候因為捉弄妹妹經常挨父親罵。日本的漫畫家手塚治虫及美國的動畫師華特·迪士尼是鳥山尊敬的人物，小時候每天畫著《原子小金剛》裡的機器人。影響最深的是華特迪士尼公司的動畫影片，特別是動畫電影《101忠狗》繪圖方式。童年時代最喜歡看漫畫書及觀賞動畫影集，到了小學高年級時代開始，興趣漸漸轉向電視連續劇產生、逐漸少接觸漫畫書及動畫片。當被問及是否有觀看特攝娛樂方面的經歷時，鳥山表示他喜歡電視節目《超人力霸王系列》和《卡美拉》系列等怪獸電影。

### 職業生涯

#### 早期工作與《怪博士與機器娃娃》（1978–1983年）

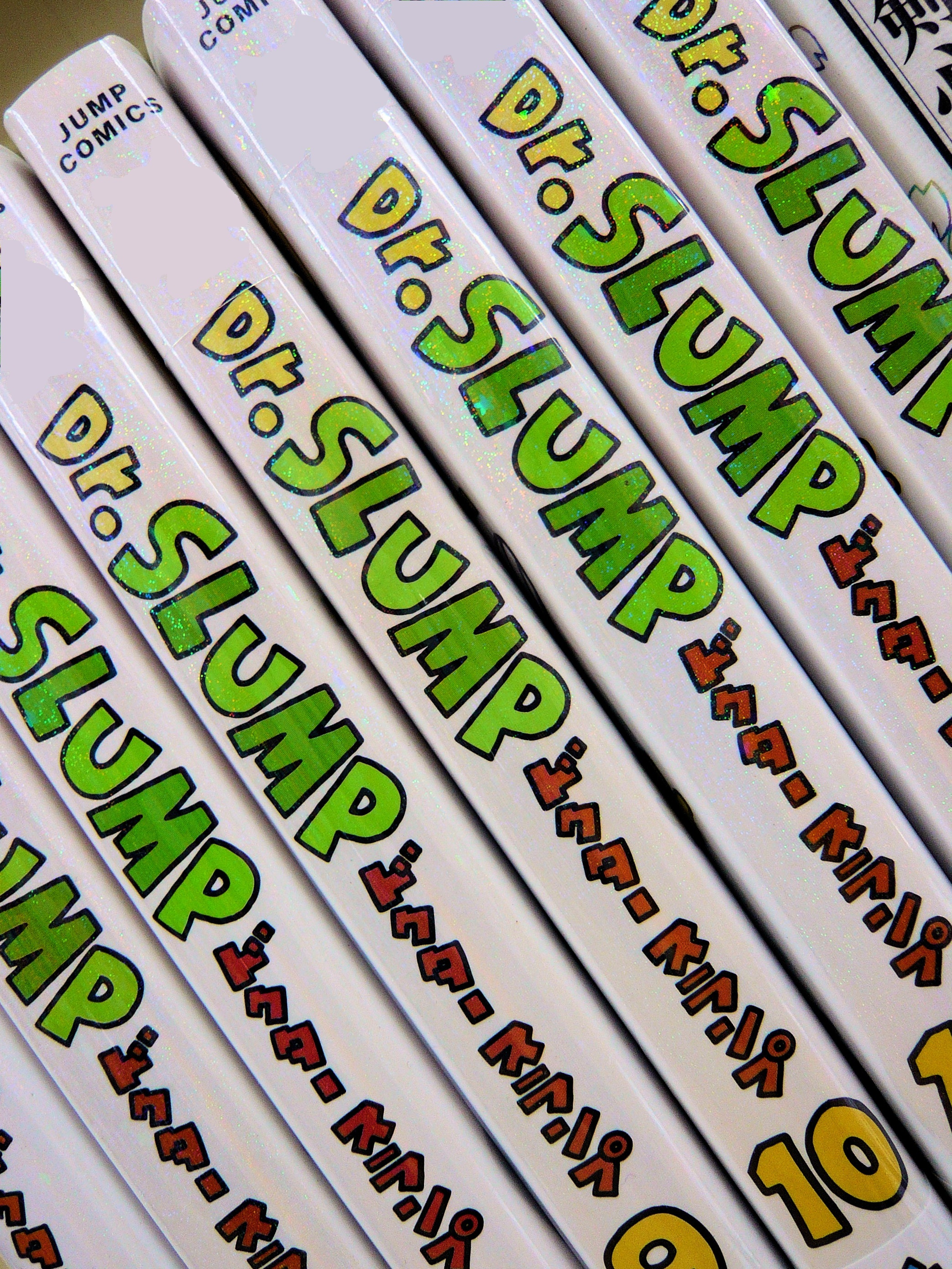
集英社出版的《怪博士與機器娃娃》。

1974年高中畢業後，鳥山進入名古屋的一家廣告設計公司從事繪畫設計師工作，但是反覆遲到。由於不想早起，同時因經常穿著休閒服裝而受到責罰，所以設計師的工作只有持續二年的時間；在對環境感到厭倦後，他於1977年1月離職。
離職後的一年期間，鳥山一直從事兼職的插圖工作。23歲那年，他在一家咖啡廳偶然看到漫畫雜誌《週刊少年Magazine》正在徵選新人作品，這是由講談社發起的講談社漫畫賞，獲獎後可以得到五十萬日圓的獎金，於是開始創作漫畫，不過因為沒有趕上截止時間所以並未入選。1978年1月，鳥山在《週刊少年JUMP》新人獎的少年JUMP上投稿作品《アワワワールド》的搞笑漫畫後續又投稿的作品《謎のレインジャック》，雖然投稿都沒有獲獎，但是責任編輯的鳥嶋和彥在下方給了評語「現在雖然畫得不是那麼好，但是努力的話，將來會有成就的，再多畫一些傳給我吧」。在那之後畫了《星際大戰》的仿畫因為是模仿所以不列入參選比賽而被刷下來。一年被鳥嶋嚴厲地退回五百件原稿。
在正式成為漫畫家之前，鳥山總是抱著「反正一定不會成為暢銷作品，所以不打算用筆名，直接用了本名」的想法。“鳥山 明”這個名字在日本的愛知縣很少見，但是以漫畫家身份出道後常常接到惡作劇的電話，所以有一陣子決定用“水田二 期作（みずたに きさく）”這個筆名。他说「作為漫畫作家最後悔的事，就是使用本名」。
1978年，鳥山明在《週刊少年Jump》上發表短篇動作冒險作品《奇蹟島》，希望藉此獲得出道機會，但讀者問卷結果卻名列最末。隨後，他在《週刊少年Jump》的主誌和增刊中發表的短篇作品也未能受到太多好評，然而，鳥嶋仍與鳥山密切合作，並堅持要創作出有趣的漫畫。於是，《IQ博士》的基本概念誕生了。最初，鳥山打算讓自稱天才科學家的則巻千兵衛擔任主角，而則卷阿拉蕾則為配角。然而，鳥嶋主張「應該讓阿拉蕾成為主角」。於是，他們做了一個賭注。鳥山被迫創作了一部以女孩為主角的作品，作為《Jump》雜誌的短篇連載。如果該作品在讀者問卷中排名第四或更低，就讓千兵衛成為主角；如果排名前三，則讓阿拉蕾成為主角。於是，他在1979年發表了《可愛偵探番茄》，該作品排名第三，因此決定以阿拉蕾為主角。然而，鳥山仍堅持不讓《IQ博士》（意為『Dr.千兵衛』）的漫畫標題被改變。。
從1980年5月至6月合併號開始，《IQ博士》正式連載。該作品迅速成為一部受歡迎的作品，並很快被改編為電視動畫。於1981年4月的開始播出而引起熱潮。最高收視率達到36.9％，成為歷史上收視率第三高的動畫。鳥山的家鄉東海地區的東海電視台的收視率甚至高於關東地區，超過40％。《Jump Comics》第5卷的發行量超過了《哆啦A夢》（第19卷）的120萬部，第6卷的首版發行量達到了220萬部。在連載的第一年，鳥山每三天只睡一次覺，連續工作六天的熬夜紀錄。甚至有一些章節他根本沒有記憶是如何畫的。
1982年，《IQ博士》連載期間，松本常男創立了鳥山明官方粉絲俱樂部「鳥山明保存會」。松本解釋說：「最初應該叫《IQ博士》粉絲俱樂部」，但一看到鳥山明就覺得這名字只能「保存」下來，所以就這樣定了名字。

#### 《七龍珠》、遊戲產業與國際成功（1983-1997年）
由於缺乏靈感，鳥山在與編輯部商討結束《IQ博士》的連載時，被告知「只要能在3個月後開始新的連載，就可以結束」。為籌備下一部作品的素材，鳥山創作短篇漫畫《騎龍少年》和《東寶大冒險》，同時在1984年8月結束《IQ博士》的連載。

《七龍珠》標誌

同年11月，《七龍珠》開始連載，該作品最初以中國小說《西遊記》為藍本，並加入了喜劇和格鬥漫畫的元素，故事講述一個名叫「孫悟空」的少年的冒險故事。雖然開始時讀者期望很高，反響不錯，但漸漸在讀者調查中的排名開始下滑。鳥山與鳥嶋進行多次分析後得出結論，即孫悟空的角色還不夠吸引人，因此他們將故事的軌道調整得更加明快，更加强調角色對力量的渴求，著重描述向「天下第一武道會」這個舞臺努力修行的過程。結果，原本低迷的問卷排名出現V字型的反彈，使得《七龍珠》成為《週刊少年Jump》的標誌性作品。從那時起，故事的主軸逐漸轉為與一個又一個強敵對戰和修行的情節。而隨著戰鬥場面增多，由於悟空的矮小身材，在動作方面存在著局限性，作畫變得越來越困難，鳥山曾提出過想要退出連載。經過與編輯商討後，他們同意讓悟空變成青年（成人）的體型，以繼續連載（悟空成長並參加第23屆天下一武道會的場景）。
《七龍珠》從1984年連載至1995年，僅在日本就售出1.595億本的單行本，是有史以來銷量最高的漫畫系列之一，並轉變為被許多人視為「最具影響力的少年漫畫」的武術格鬥系列。《七龍珠》也是《週刊少年Jump》雜誌發行量創下記錄高峰（1995年，約653萬本）的主要原因之一。漫畫的成功還導致1986年到1997年，漫畫和東映動畫公司改編而成的動畫系列，保持平均20%的收視率。並帶動數十年龐大的日本漫畫及動畫產業，並進行眾多電子遊戲和大量周邊商品。除了在日本的受歡迎程度之外，《七龍珠》在亞洲、歐洲和美洲等國際上也取得成功，全球共售出超過2.6億本漫畫。根據《現代漫畫史》（A History of Modern Manga）所述，在《七龍珠》連載完畢後一年內，《週刊少年Jump》的600萬讀者大約流失100萬。
在連載《七龍珠》的同時，鳥山仍然偶爾創作單篇漫畫。1986年，單篇作品《MR HO》在《週刊少年Jump》的第49期發表。次年，發表日本時代劇背景的《劍之介少爺》。鳥山在1988年的《週刊少年Jump》上發表兩部單篇作品，《The Elder》和《 豆次郎》。1989年第13期發表了《空丸君日本兔》。
1986年，鳥山成為《勇者鬥惡龍系列》的第一部作品《勇者鬥惡龍》的角色和怪物設計師。有些設計是基於堀井雄二的草圖，但諸如史萊姆等角色，鳥山明也加入自己的詮釋，因此在角色設計上基本上截然不同。在堀井的草圖中，史萊姆是一個沒有眼睛和嘴巴、呈現黏糊糊樣子的形象，而後來由於鳥山明覺得「設計太過軟膠、不好畫」的原因，將其設計為像雨滴一樣的液體。此外，標誌性的藍色龍也是由鳥山明繪製的，這項建議是由參與設計的榎本一夫（香蕉手套工作室）提出的，並透過鳥嶋的介紹，他才接到了這個委託。由於專屬合約的問題，官方攻略書上不能使用鳥山的插圖，因此鳥山的繪畫只出現在由集英社發行的《家庭電腦神拳秘籍》和《V Jump書籍遊戲系列》中，官方攻略書上的設計工作是由其他人委託完成的。
鳥山明對參與《勇者鬥惡龍系列》的經歷表示：「因為從未玩過電腦RPG，所以一開始有些困難，但從《勇者斗恶龙II 恶灵的众神》開始，我就知道該怎麼做了，所以做起來就容易了。」，他也表示參與該專案對往後《七龍珠》整個故事產生影響。在《勇者斗恶龙IV 被引导的人们》發售時，鳥山表示自己最喜歡《勇者鬥惡龍II》的封面插圖；由於角色設計等方面的繁瑣，他表示絕對不想畫《勇者鬥惡龍》的漫畫。堀井雄二和鳥嶋和彥表示，最初的《勇者鬥惡龍系列》是用像素繪製的，但實際上是在《勇者鬥惡龍II》時期，而不是最初的時候。 當時以像素風格繪製的原始畫作後來也被收錄在後來的畫冊中。
而鳥山明成名後，同縣出身、當時仍為學生、後來由於繪畫SD高達成名並有「BB戰士之父」稱號的橫井孝二，曾以其名稱，取筆名「鳥山劣」，參與BANDAI模型雜誌「模型情報」投稿，繼而入行。而在該雜誌中，亦有名為「鳥山劣之MJ劇場」的連載漫畫。1988年9月23日上映的節日電影《小介＆力丸：昆佩島之龍》標誌著鳥山參與的第一部原創動畫。他提出原始故事構想，與導演蘆田豐雄共同撰寫劇本，並設計了角色。

#### 短篇小說和其他項目（1996-2011年）
由於參與電視動畫期間，同時也需要將《七龍珠》的原稿交給動畫製作人，對鳥山而言既是精神上又是身體上的巨大壓力，因此他決定結束長期連載。自1995年《七龍珠》連載結束後，他主要在設計工作之餘，在《週刊少年Jump》和其他Jump系列雜誌上進行短期連載作品。1996年播映《七龍珠GT》是基於《七龍珠》的第三部改編動畫，但該作品並非直接根據鳥山的漫畫製作，鳥山僅參與了一些整體元素，包括系列的名稱和主要角色的設計(不包含超級賽亞人4)。
1997年11月到1999年9月播出的《怪博士與機器娃娃》為鳥山首次擔任角色原案。並自從1997年的短期連載《TOKIMECHA》開始部分使用CG製作，從2000年代開始，鳥山轉向電腦繪圖，並以全彩繪製的作品為特色。《沙漠大冒險》和《貓魔人系列》在日本以外的國家也被翻譯出版。2005年3月27日，CQ Motors開始銷售一款由鳥山設計的電動汽車。這款單人車QVOLT是該公司Choro-Q系列小型電動汽車的一部分，僅生產九輛。它的售價為199萬日元（約合19000美元）。
2003年，鳥山發表了繪本《天使的托奇奧》，2006年，他與《ONE PIECE》的作者尾田榮一郎合作，創作一部名為《跨越世紀》的單篇跨界作品。2006年，鳥山成為霧行者Xbox 360獨佔RPG《藍龍》的角色設計師，當時，鳥山認為2007年的《藍龍》動畫可能是他在動畫領域的最後一部作品。2009年，他發表了一篇讀切漫畫《美味島的烏先生》，該作品是由NPO鄉村社會計劃發行的環境教育教材《最終戰略生物圈》的一部分，並特別獲得了集英社的專屬契約 許可。2007年3月，他創作了從《IQ博士》的最終話一年後故事的《IQ博士2007特別篇 Dr. MASHIRITO ABALEちゃん》。
同時期，20世紀福斯聘請鳥山擔任美國真人改編電影《七龍珠：全新進化》的創意顧問，並被列為2009年電影的執行製片人，但該片在評論和經濟上均失敗。鳥山後來在2013年表示，他覺得劇本沒有「表現出屬於系列的世界或特點」，並且「平淡無味」，因此他提出了警告並給出了改變的建議。但好萊塢製片人沒有聽從他的建議，「正如我所想的，結果是一部我無法稱之為《七龍珠》的電影」。Avex Trax委託鳥山為流行歌手濱崎步繪製肖像，該肖像印在他2009年單曲《Rule/Sparkle》的CD上，該曲被用作該電影的全球主題曲。
在2011年日本東北地方太平洋近海地震後，鳥山特意參與製作以孫悟空及阿拉蕾演出的動畫在Youtube上播放，旨在提高東日本大震災受害者的意識和支持。

#### 重返《七龍珠》（2012–2024年）
2013年7月到10月，為慶祝《週刊少年Jump》的45週年，鳥山於該雜誌進行《銀河巡警JACO》的短期連載，同年3月30日，鳥山以參與《七龍珠Z 神與神》首次參與了動畫系列的編劇一職，這部電影標誌著該系列17年來的首部院線電影。
2013年3月27日，「鳥山明：七龍珠的世界」展覽在日本橋高島屋開幕，前19天吸引了72,000名遊客。該展覽持續到4月15日，然後從4月17日移至大阪市，並於7月27日至9月1日在鳥山的故鄉名古屋市結束。
《神與神》的續集《七龍珠Z 復活的「F」》於2015年4月18日上映，鳥山親自撰寫了原始劇本。鳥山也為《七龍珠超》提供了基本故事概要和一些角色設計，該作品於2015年6月在V Jump雜誌上開始連載，動畫在同年7月開始播出。儘管動畫於2018年結束，但他繼續為漫畫提供故事想法，而丰太郎則進行插圖。《七龍珠超 布羅利》於2018年12月14日在院線上映，《七龍珠超 超級英雄》則於2022年6月11日上映。
2017年11月，有關避稅文件天堂文件經曝光後發現了鳥山的名字，顯示他曾投資組合。不過，據本人稱，他的資產管理完全是由會計師負責的，他是透過報道才得知此事。該投資組合由12人組成，虧損無法從主要收入中扣除，因此進行了修正申報，但根據天堂文件的分析結果，其中一位投資者是鳥山。受到這項報道的影響，11月8日，他在家門口接受了《FLASH》的衝擊採訪，並同意露面。

## 逝世
2024年3月1日，鳥山明因急性硬膜下血腫去世，同月8日JUMP社正式對外公告此事，享壽68歲，葬禮由近親者舉行。
日本內閣官房長官林芳正在3月8日下午的例行記者會上對鳥山的逝世表示悼念，並指出鳥山的作品不僅在世界範圍內廣受認可，還對日本的文化軟實力發揮了重要作用。同時，鳥山曾在生前為居住地清須市設計20周年市徽，清須市亦在官方網站上發表了悼念聲明。
鳥山的前助手、插畫家松山孝司在2023年秋天訪問鳥山時得知，鳥山預計在2024年2月接受腦腫瘤手術，手術並不算困難，但戒菸對他而言是一項艱巨的挑戰。松山表示他將在鳥山出院後前去探望。
在海外地區，鳥山的去世消息迅速傳開。多家媒體包括BBC（英國）、《好萊塢報導者》（美國）、《紐約時報》（美國）、《世界報》（法國）、中國中央電視台（中國）、韩联社TV（韓國）、阿拉伯卫星电视台（阿拉伯聯合酋長國）等均報導了這一消息。鳥山的逝世成為Twitter、新浪微博等社交媒體的熱門話題，全球網友紛紛發布悼念言論。
中國外交部發言人毛寧對此表示哀悼。法國總統埃马纽埃尔·马克龙和法國總理加布里埃尔·阿塔尔分別在社交媒體上發表了悼念言論。巴西副總統傑拉爾多·阿爾克明在社交媒體上發布了對豐田汽車在巴西的大規模投資的感謝言論時，也提及了《七龍珠》的角色，並表示對鳥山的悼念。3月9日，在第18屆聲優獎頒獎典禮，會場向鳥山明和聲優TARAKO舉行默哀，以表彰他們對動漫產業的貢獻。

## 個人生活
鳥山明於1982年5月2日與加藤由美結婚。加藤曾是一位名為「みかみなち」的前名古屋少女漫畫家，在《IQ博士》製作過程中，他有時會協助鳥山及其助手處理工作。他們育有兩個孩子。
鳥山平時居住在自己位於清須市的工作室，並以隱居生活聞名，不喜歡公開露面或接受媒體訪問。為了因應自己的害羞性格，自1980年12月起，鳥山開始在漫畫和訪談中使用一個戴上防毒面具名為「鳥山機器人」的角色代表自己。在2013年的訪談中，鳥山表示自己沒跟家人分享所有的作品，家人也沒看過《七龍珠》；同年，他受訪承認：「老實說，我不太明白為什麼會發生這種情況。當漫畫連載時，我一直想的是讓日本的男孩開心。」；他也曾在2010年談到：「事實上，我並不太喜歡當漫畫家。直到相對較近的時候，我才意識到這是一份美好的工作。」。
鳥山對汽車和摩托車情有獨鍾，這一興趣源於他的父親，後者曾參加摩托車比賽並在一段時間內經營汽車修理業，儘管他自己對機械不甚了解。作為動物愛好者，鳥山從小就養了許多不同品種的寵物，包括鳥類、狗、貓、魚、蜥蜴和昆蟲。一些寵物甚至成為他創作角色的靈感來源。鳥山一生都對塑膠模型充滿熱情，並為Fine Molds品牌設計了幾款模型。此外，他還是一名漫畫家簽名收藏家，並收藏許多知名漫畫家的簽名，包括蚵仔煎和江口壽史，這些簽名也為他創作《IQ博士》中的角色小豆子提供了靈感。

## 風格
《現代漫畫史》（A History of Modern Manga）一書評論鳥山明創作所呈現的「荒誕概念和誇張的漫畫手法，在日本『引發了一場真正的歡樂瘋狂』」。他的作畫風格深受手塚治虫的《鐵臂阿童木》以及華特·迪士尼的《101忠狗》等作品的影響，並對於高品質的動畫留下深刻印象，同時香港動作電影中的作品，如李小龍的1973年電影《龍爭虎鬥》和成龍1978年電影《醉拳》也影響了他後來的創作風格。此外，美國科幻電影如《異形》和《银河追缉令》也對他產生了重要影響。在他的職業生涯中，動畫師芦田豐雄以及自己的《七龍珠》動畫改編，也對他的技術和風格發展有著深遠的影響。他從中學到分離顏色，而不是混合它們可以使畫面更清晰，使上色更容易的技巧。
鳥山最初在1978年連載漫畫《神秘的雨傑克》（謎のレインジャック) 中採用的擬聲語畫面引起鳥嶋和彥的注意，鳥嶋解釋道，通常情況下，擬聲語是用片假名寫的，但鳥山使用了羅馬字母。鳥嶋表示，鳥山當初志向成為一名搞笑漫畫家，因為他早期參加的比賽要求搞笑類別的參賽作品只有15頁，而故事漫畫類別的參賽作品必須有31頁。在他看來，鳥山擅長黑白描繪，因為他在最初繪製漫畫時沒有錢買網點。被鳥嶋描述為「懶散但用心良苦」的人，例如，在《七龍珠》中，為了減少畫和墨水的工作量，將超級賽亞人的頭髮變成金色。鳥山對於創作中的趣味性和原創性十分重視，不受讀者期望的束縛。由於從其他漫畫中得不到太多靈感，他選擇不重新閱讀以前的作品，也不閱讀其他漫畫家的作品，並曾在2018年接受清須市立圖書館採訪時談及：「我一直難以去讀漫畫，包括我自己的作品。」。
在《怪博士與機器娃娃》中充滿雙關語、廁所幽默和性暗示。但它也包含許多科幻元素如外星人、擬人化角色、時間旅行，以及對哥斯拉、《星際大戰》和《星艦迷航記》等作品的惡搞。鳥山在系列中還包括許多真實人物，例如他的助手、妻子和同事（如桂正和），而他的編輯鳥嶋和彥是系列中主要反派角色馬西里特博士的原型，該作品中的角色便便君，被報導為是糞便表情圖示的靈感來源。
當《七龍珠》問世時，其部分靈感源自於經典中國小說《西遊記》，「孫悟空」一角被重新詮釋為主角「悟空」，而「布瑪」則被視為「唐僧」。《七龍珠》亦受到了香港功夫電影的影響，尤其是成龍的作品，並將故事背景設定在一個基於亞洲的虛構世界中，吸取來自多個亞洲文化的元素，包括日本、中國、印度、中亞、阿拉伯和印尼等文化。
漫畫評論家傑森·湯普森指出，鳥山的藝術風格具有相當的影響力，他的「極其個人和可識別的風格」是《七龍珠》受歡迎的關鍵之一。湯普森還指出，《七龍珠》的主角是一位卡通般的小小孫悟空，這在當時的少年漫畫中是一種新趨勢。鳥山本人表示，他故意打破「最強角色必須身材最大」的常規，創造出許多身材矮小、但力量強大的角色。漫畫指南作者詹姆斯·S·亞達奧指出，《七龍珠》系列的藝術風格在漫畫連載的過程中發生了轉變，角色的外觀變得更加尖銳、有活力，這與鳥山在之前作品中確立的圓潤、天真的外觀有所不同。

## 作品列表

### 長篇漫畫
- 怪博士與機器娃娃（1980年，週刊少年Jump1980年5&6～1984年39號，集英社）- 曾改編為電視動畫，電子遊戲，電影的暢銷作。
- 七龍珠（1984年，週刊少年Jump1984年51號～1995年25號，集英社）- 曾改編為電視動畫，電子遊戲，電影的暢銷作。
- GO!GO!ACKMAN 惡魔少年（1993年，V Jump1993年7月號～1994年10月號，集英社）
- CROSS EPOCH
- 七龍珠超（2015年，V Jump2015年8月號～連載中，與豐太郎合著，集英社）- 曾改编為电视动畫播出的畅销作。

### 短篇漫畫
1978年到1990年代半多數作品收錄在《鳥山明○作劇場》。
※未製作成單行本作品。
- アワワワールド※（1978年）《週刊少年JUMP》「新人漫畫家募集企劃 月例青年JUMP賞」投稿作品。1983年、粉絲俱樂部會雜誌《BIRD LAND PRESS》5-6號發布。
- 謎的レインジャック※（1978年）「月例青年JUMP賞」投稿作品（最終入圍作品）。1982年粉絲俱樂部會雜誌《BIRD LAND PRESS》3〜4號，《週刊少年JUMP》1983年12月號發布。
- ワンダー・アイランド（《週刊少年JUMP》1978年52號）：首次以漫畫家的身份出道的作品。
- ワンダー・アイランド2 （《週刊少年JUMP》1979年1月25日）
- 本日的ハイライ島（《少年JUMP》1979年4月20日）
- ギャル刑事トマト（《少年JUMP》1979年8月15日）
- POLA&ROID（《週刊少年JUMP》1981年17號）愛讀者賞1位。
- ESCAPE（《少年JUMP》1982年1月10日）
- MAD MATIC （《週刊少年JUMP》1982年12號）愛讀者賞2位。
- PINK（《新人JUMP》1982年12月號）
- CHOBIT （《週刊少年JUMP》1983年10號）愛讀者賞3位。
- CHOBIT2（《新人JUMP》1983年6月號）
- 騎龍少年 其之壹（《新人JUMP》1983年8月號）
- 騎龍少年 其之貳（《新人JUMP》1983年10月號）
- トンプー大冒険（《週刊少年JUMP》1983年52號）
- Mr.ホー（《週刊少年JUMP》1986年49號）
- LADY RED《超級JUMP》創刊2號（《週刊少年JUMP》1987年4月10日）
- 剣之介さま（《週刊少年JUMP》1987年38號）
- SONCHOH（《週刊少年JUMP》1988年5號）
- 豆次郎くん（《週刊少年JUMP》1988年38號）
- ROCKY※（猫十字社的同人誌《動じん誌》1989年）
- 空丸くん日本晴れ（《週刊少年JUMP》1989年13號）
- WOLF※（畫集《鳥山明 the world》1990年）
- 貯金戰士CASHMAN（《週刊少年JUMP》增刊《ブイJUMP》1990年12/12號—1991年11/27號）全3話。
- 七龍珠 TRUNKS THE STORY -唯一的戰士-（『週刊少年JUMP》1992年36・37）
- DUB&PETER1（《VJUMP》1992年11月12日號—1993年4月4日號）全4話。
- 宇宙人ペケ（《週刊少年JUMP》1996年37・38、39號）全2話。
- TOKIMECHA※（《週刊少年JUMP》1997年3・4—7號）全3話。
- 魔人村的BUBUL※（《週刊少年JUMP》1997年22・23）
- 卡吉卡(漫畫)（1998年，《週刊少年Jump》1998年32號～44號，集英社）
- ハイギョ的マヒマヒ※（《週刊少年JUMP》1999年4・5）
- ヒョータム※ （《e-JUMP[116]》2000年1月18日增刊）
- 沙漠大冒險（2000年，《週刊少年Jump》2000年23號～36&37，集英社）- 曾改编为电子游戏，电影。
- こちらナメック星ドラゴン公園前派出所※（《超こち亀》2006年）與秋本治合作。
- CROSS EPOCH※（《週刊少年JUMP》2007年4・5）與尾田榮一郎合作。
- Dr.スランプ 特別篇 Dr.MASHIRITO ABALEちゃん※（《月刊少年JUMP》2007年4月號）
- おいしい島的ウーさま※（2030マガジン『最終戦略 バイオスフィア』 （页面存档备份，存于）2009年5月
- KINTOKI-金目族的トキ-※（《週刊少年JUMP》2010年50號）
- Nekomajin貓魔人（集英社）
- DRAGON BALL－ 命中注定被遺棄的小孩（COMICS《銀河巡警JACO》2014年4月4日）。
- 銀河巡警JACO（2013年，《週刊少年Jump》）
- 七龍珠Z 復活的「F」（2015年，與豐太郎合著，《V-Jump》2015年4月號～6月號，集英社）

### 設計

#### 電腦遊戲
- 七龍珠系列
  - 七龍珠 神龍之謎（クリリアン、アシュラロボ、M・B軍将軍[117]）
  - 七龍珠Z (街機遊戲)（外殼設計[118]）
  - 七龍珠Z V.R.V.S（魔人オゾット[118]）
  - PS2版超級七龍珠Z（機械弗力札設計監修）
  - 七龍珠 Online（全面監修[119][120]、一部的人物設計[121][120]。其他設計由幹大樹負責[122][123]）
  - 七龍珠英雄（弗力札一族アバター[注 1][124]）
  - 七龍珠 異戰（人物設計監修[120]）
  - 七龍珠 FighterZ（人造人類21號[125][126]）
  - Dragon Ball Legends -七龍珠 激戰傳說-（シャロット、ザッハ、フード的男[127][128]）
  - 七龍珠Z 卡卡洛特（ボニュー[129]）
- 勇者鬥惡龍 系列
  - 勇者鬥惡龍
  - 勇者鬥惡龍 2 惡靈的諸神
  - 勇者鬥惡龍 3 接著邁向傳說…
  - 勇者鬥惡龍 4：被引導的人們
  - 勇者鬥惡龍 5 天空的新娘（主要人物設計、パパス、ビアンカ）
  - 勇者鬥惡龍 6 夢幻大地（部分怪獸由中鶴勝祥負責）
  - 勇者鬥惡龍 7 伊甸的戰士們（一些主要人物及主要怪獸。其他的怪獸中鶴勝祥與かねこ統負責）
  - 勇者鬥惡龍 8 天空與海洋與大地與受詛咒的公主
  - 勇者鬥惡龍 9 星空的守護者（部分主要人物、怪獸、職業插圖。其他設計由中津英一朗、松本敏章負責）
  - 勇者鬥惡龍 10 覺醒的五個種族 Online（部分主要人物、怪獸。其他設計由中津英一朗負責）
  - 勇者鬥惡龍 XI 尋覓逝去的時光
  - 特魯內克大冒險 不可思議的迷宮 系列
    - 特魯內克大冒險 不可思議的迷宮（封面的插圖）
    - 特魯內克大冒險 不可思議的迷宮 2（封面的插圖。其他的插圖由中鶴勝祥負責）
    - 特魯內克大冒險 3 不可思議的迷宮 3（封面的插圖。其他的插圖由中鶴勝祥負責）

  - 勇者鬥惡龍 系列
    - 勇者鬥惡龍 怪獸仙境 泰瑞的仙境（封面的插圖、わたぼう）
    - 勇者鬥惡龍：怪獸仙境 2 路卡的啟程（封面的插圖）
    - 勇者鬥惡龍 怪獸仙境～秘境探險隊（封面的插圖）
    - 勇者鬥惡龍 怪獸仙境 -Joker（封面的插圖、主角、神獣）
    - 勇者鬥惡龍 怪獸仙境 -Joker2（封面的插圖）
    - 勇者鬥惡龍 怪獸仙境 -Joker3（封面的插圖、主角、神秘少女）

  - 元氣史萊姆 衝擊的尾巴團系列
    - 元氣史萊姆 衝擊的尾巴團（封面的插圖）
    - 元氣史萊姆 2 大戰車與尾巴團（封面的插圖）
    - 元氣史萊姆 3 大海盜與尾巴團（封面的插圖）

  - 劍神勇者鬥惡龍 甦醒的傳說之劍（封面的插圖）
  - 勇者鬥惡龍 少年楊格斯與不可思議的迷宮（封面的插圖）
  - 勇者鬥惡龍 劍神 假面女王與鏡之塔（封面的插圖、主角、ディーン、セティア、ヒルダ）
  - 勇者鬥惡龍 怪獸戰鬥之路 勝利 系列
    - 勇者鬥惡龍 怪獸戰鬥之路 勝利（I、II、III主角繪製、SP卡片繪製）
    - 勇者鬥惡龍 怪獸戰鬥之路 勝利II（IV、V、VI主角繪製）
    - 勇者鬥惡龍 怪獸戰鬥之路 2 傳奇（僅原本已存在的人物設計）
    - 勇者鬥惡龍 怪獸戰鬥之路 2 （僅原本已存在的人物設計）
    - 勇者鬥惡龍 怪獸戰鬥之路 勝利（僅原本已存在的人物設計）
    - 勇者鬥惡龍 喚魔勇者（僅原本已存在的人物設計）

  - 勇者鬥惡龍 英雄集結 系列
    - 勇者鬥惡龍 英雄集結 闇龍與世界樹之城（アクト、メーア、ディルク、ジュリエッタ、ヘルムード）
    - 勇者鬥惡龍 英雄集結 II 雙子之王與預言的終焉（ラゼル、テレシア、ツェザール、オルネーゼ）

  - 勇者鬥惡龍 創世小玩家系列
    - 勇者鬥惡龍 創世小玩家 阿雷夫加爾德復興記（封面的插圖、主角）
    - 勇者鬥惡龍 創世小玩家 2 破壞神席德與空蕩島（封面的插圖、主角、少年シドー、昆蟲型的汽車）
- 任天堂Jump週刊II 最強的7人（敵方人物的貓咪、ダークレイド、ゼドー）
- 超時空之鑰
- 空想科學世界少年格烈佛（機械設計）
- 桃太郎電鐵系列（メカボンビーRX）
- トバル系列
  - トバルNo.1
  - トバル2
- JUMP 終極明星大亂鬥（Dr.マシリトとキャラメルマンJ）
- 藍龍（其他人物設計、擔任トリッポ的配音員）
- 超速變形 螺旋傑特（BEEMAN）
- JUMP FORCE（グラパー、ナビゲーター、ガレナ、カイン[130]、プロメテウス[131]）

#### 動畫 ANIMATION
- 七龍珠 系列
  - 七龍珠 (動畫)（部分客串人物）
    - 七龍珠 神龍傳說（グルメス、ボンゴ、パスタ、パンジ、兵士、機器人的僕人）
    - 七龍珠 邁向最強的道路（レッド総帥、ブラック参謀、ブルー将軍、ホワイト将軍、バイオレット大佐、ハッチャン、 巨大ロボット）

  - 七龍珠Z（電視動畫節目「七龍珠Z」標題、劇場版的主要敵人、部分客串人物）
    - 七龍珠Z 世界上最強的人（威洛博士）
    - 七龍珠Z 地球超決戰（精神樹）
    - 七龍珠Z 一夫當關的最後決戦〜挑戰弗力札的Z戰士 孫悟空之父〜（バーダック、トーマ、セリパ、トテッポ、パンブーキン）
    - 七龍珠Z 超級賽亞人孫悟空（スラッグ）
    - 七龍珠Z 最強對最強（克維拉、克維拉最終形態、沙維紮、德雷、內茲）
    - 七龍珠Z 極限戰鬥!!三大超級賽亞人（人造人類13號、人造人類14號、人造人類15號、合體的13號）
    - 七龍珠Z 燃燒!!熱戰・烈戰・超激戰（布羅利、超級賽亞人布羅利）
    - 七龍珠Z 銀河面臨危機!!身手不凡的高手（ボージャック、ゴクア、ザンギャ、ビドー、ブージン）
    - 七龍珠Z 龍拳爆發!!悟空捨我其誰（タピオン、ミノシア）
    - 七龍珠Z 神與神（2013年）故事[注 2][132]、人物設計
    - 七龍珠Z 復活的「F」（2015年）腳本、人物設計

  - 七龍珠GT（1996年—1997年）（電視動畫節目「七龍珠GT」標題、畫片、主要人物設計）
  - 七龍珠超（2015年—2018年）故事原案、人物原案
    - 七龍珠超 布羅利（2018年）腳本、人物設計
    - 七龍珠超 超級英雄（2022年）腳本、人物設計

  - 七龍珠大魔（2024年）腳本、人物設計
- 新怪博士與機器娃娃（1997年—1999年）監修[133]、人物原案
  - ドクタースランプ アラレ的びっくりバーン（1999年）設計[134]
- 劇場版クラッシャージョウ（1983年）宇宙ステーションMAX310的設計
- 小助さま力丸さま -コンペイ島的竜-（1988年）參與的第一部原創動畫作畫。與蘆田豐雄共同擔任腳本。
- 空想科學世界少年格烈佛（1995年）部分主要人物
- 超速變形 螺旋傑特（2013年）特殊的螺旋設計

#### 電視節目
- アップルポップ（1988年—1992年）『ひらけ!ポンキッキ』的コーナードラマ人形劇。人物設計。

#### 公仔模型
- LISA（リーザ）[135]（1985年）設計、封面插圖、說明書的插畫。
- ファインモールド「ワールドファイターコレクション」 系列全7種[136]（1994年）設計、封面插圖、説明書的插畫。

#### 胸章
- ファインモールド「ワールドファイタープレーン ピンバッジコレクション」全3種[137]（2017年）在愛知航空博物館的咖啡館和其他活動場所販售。

#### 機械設計
- レディ・ビー（1992年）

#### 汽車設計
- QVOLT（2005年）『チョロQモーターズ』的電動車

#### 人物設計
- 無尾熊的標記（1984年）日本名古屋市東山動植物園
- ギャオくん（1989年）『週刊少年JUMP』創刊20週年記念人物。在電子遊戲『ファミコンJUMP 英雄列伝』中登場。
- V龍（ブイロン）（1990年→2008年→2013年）『ブイJUMP』插圖設計。後來也在電子遊戲『勇者鬥惡龍 10 覺醒的五個種族 Online』與『靈裝戰士』『怪物彈珠』中登場。
- ガラクタじじい、小悪魔（1991年）富士電視台系列『F1イギリスGP』節目廣告中登場。
- 五式犬（1991年）吉祥物設計。
  - 打火機[138]
  - T恤、環保袋和圍裙[139]、罐頭的勳章[140]、名片盒、煙灰缸[141]、模型[142]
- スーパーセンス ストーリー（1991年）本田技研工業交通安全手冊的人物設計，並由東映動畫）負責。
- リードン（2002年）
- ジャンタ（2005年）JUMPショップ原創人物
- 日本マンガ塾原創人物
- KAIZOくん[143]（2009年）集英社『週刊少年JUMP』日本官方網站、JUMP節目原創人物
- マイ、ホンボット（2016年）『MyJUMP』原創人物

### 書籍

#### 插畫集
- 鳥山明 the world（1990年1月10日發售、集英社）
- 鳥山明 THE WORLD SPECIAL（1990年9月19日發售、集英社）
- 鳥山明的世界 AKIRA TORIYAMA EXHIBITION（1993年、1995年増補版発行（全2種）、「鳥山明的世界」展實行委員會）
- 七龍珠大全集 1卷 COMPLETE ILLUSTRATIONS（1995年6月25日發行、集英社）
- 勇者鬥惡龍 鳥山明作品集[注 3]（1996年12月1日發售、集英社）
- 勇者鬥惡龍 25週年紀念 怪物大圖鑑（2012年5月31日發售、SQUARE ENIX）
- 七龍珠超畫集（2013年5月9日發售、集英社）
- 鳥山明 勇者鬥惡龍 畫集（2016年5月27日發售、集英社）

#### 繪本
- TOCCIO THE ANGEL てんし的トッチオ（2003年1月24日發售、集英社）

#### 相關書籍
- 鳥山明 THE WORLD ANIME・SPECIAL（1990年10月10日発行、集英社）
- AKIRA TORIYAMA LE MAITRE DU MANGA（2011年11月3日發售、12 bis、ISBN 978-2-35648-332-4）
- DVD付分冊マンガ講座 JUMP流 vol.1 まるごと鳥山明（2016年1月7日發售、集英社）

### 作詞
- 「んちゃんちゃソング」（1981年）『怪博士與機器娃娃』插曲
- 「クリラ」「ヘリコプター」（1984年）收錄在小山茉美『ポルカドットマジック』的專輯中。還負責專輯的封面設計。

### 投稿
- 『いしかわじゅん』單行本 特別投稿（1986年）いしかわじゅん著・雙葉社『僕達的サヨナラ・感電タウン』插圖投稿。
- 『烏龍派出所』特別投稿（1993年）『Kamedas』插圖投稿。
- 『さくらももこ』（1995年）『さくらももこ的総天然色満足館』插圖。
- 『「ミッキー」與「[ミニー」70週年記念フェスティバル』展覽用插圖（1998年）當時的『ディズニーファン』插圖。
- 『烏龍派出所』連載25週年紀念 特別投稿（2001年）『Kamedas2』插圖。
- 『ONE PIECE』連載10週年紀念 特別投稿（2007年）『ONE PIECE 10th Treasures』2007年 9/10號插圖。
- 『火影忍者』連載10週年紀念 特別投稿（2009年）『NARUTO秘伝・皆的書』官方電風扇BOOK插圖。
- 『桂正和』30週年紀念 特別投稿（2011年）『桂正和 30週年記念本「桂大全」』插圖[144]。
- 『淺田弘幸』25週年紀念 特別投稿（2012年）『テガミバチ』14卷小冊子付贈特装版插圖投稿[145]。
- 『JoJo的奇妙冒險』連載25週年紀念 特別投稿（2012年）『ウルトラJUMP』2012年10月號付録的冊子「25YEARS WITH JOJO」插圖[146]。
- ジャイアント・ジャガ・イモムシ、ベビークラーケン（2014年）『美食獵人』官方粉絲書 29.5卷[147]。
- 『火影忍者』展覽 特別投稿（2015年）NARUTO展『新伝・雷的書』插圖。
- 『烏龍派出所』連載40週年紀念 特別投稿（2016年）『週刊少年JUMP』2016年7號插圖[148]。同イラストが『週刊少年JUMP増刊・こち亀JUMP』。
- 『銀魂』展 展覽用插圖（2016年）銀魂展覽『連載完結寸前 大銀魂展〜ツケが回る前にケツを拭け〜』插圖[149]。
- 『To LOVEる -とらぶる-』系列10週年紀念 特別投稿（2017年）『To LOVEる-とらぶる-系列10週年アニバーサリーブック とらぶるくろにくる』插圖[150]。
- 『青之祓魔師』10週年紀念 特別投稿（2020年）『AOEX10』插圖[151]。

### 插圖・插畫
- さくまあきら『燃えよ!フトリッパー』（1982年）目錄插圖
- ファーブル昆虫記 全6巻（1996年）奥本大三郎負責編輯
- ビッチズ・ライフ・イラストレーション・ファイル[152]（2001年、グラフィック社）
- 『モデルグラフィックス アートボックス編集の他の模型誌 月刊アーマーモデリング』2009年1月封面插圖(日本陸軍[97型中型坦克],2010年11月封面插圖。
- 浜崎あゆみ『Rule/Sparkle』（2009年）第一版圖片標籤插圖。（電影『Dragonball Evolution』主題歌）
- jealkb『Invade』（2011年）通常版、初回版A、初回版B插圖
- 『西遊記〜はじまりのはじまり〜』（2014年）廣告用插圖
- 清州町観光協会設立15周年記念事業『交響曲信長』插圖

### 其他
- 鳥山明○作劇場
- 「JoJo」連載25週年紀念 特別投稿（2012年）
- 勇者鬥惡龍系列（人物設計）
- 藍龍（人物設計）
- 超時空之鑰（人物設計）
- Tobal No.1（人物設計）
- 七龍珠 Online（人物設計）
- JUMP FORCE（人物設計）
- 激突!4コマ競作バトルロイヤル（1986年）『超級JUMP』創刊號漫畫。
- BATTLEMAN F-1 西ドイツホッケンハイムGP漫畫（1990年）週刊少年JUMP特別編集『F-1 GRAND PRIX 1990』、1990年的『週刊少年JUMP』「週刊少年JUMPF-1CLUB」漫畫『BATTLEMAN的すごいぞ!F.1』繪製。
- モンモン的相撲遊戯（『週刊少年JUMP』1992年3・4）。與其他作家共同。
- 『月刊アーマーモデリング』2009年1月號模型作例「1/35四式輕戰車」模型製作、タミヤ製作）
- ちかごろ的ワシ（1995年—1996年）全7回。『七龍珠大全集』別冊付録『神龍通信』全7號漫畫繪製。
- さいきん的わし（2014年）『最強JUMP』2014年7月號漫畫繪製。
- 七龍珠30週年特別漫畫（2016年）『30th ANNIVERSARY 七龍珠 超史集』漫畫繪製。
- 有個天才要我畫漫畫（品川祐、井上聡、川島明、千秋 (タレント)[153]、|jealkb（田村淳、衛藤幸生、ニブンノゴ!、ニブンノゴ!、じゃぴょん、金成公信、ギンナナ、ニブンノゴ!、じゃぴょん

## 遺產和榮譽
1981年，鳥山憑藉《IQ博士》獲得小学馆漫画赏，並在日本售出了超過3500萬冊。隨後的《七龍珠》則成為世界上最受歡迎和成功的漫畫之一。全球銷量達2.6億冊，是有史以來最暢銷的漫畫系列之一，被認為是1980年代中期到1990年代中期日本漫畫發行量達到最高的主要原因之一。在海外，《七龍珠》的動畫提升了西方世界對動畫的喜愛程度。2019年，鳥山因其對藝術的貢獻而授予藝術與文學勳章。
2011年，美國藝術家傑森·湯普森曾表示：「《七龍珠》無疑是過去30年來世界最有影響力的少年漫畫之一。今天，幾乎每個《週刊少年Jump》的漫畫家都將其列為自己的最愛，並從中獲取各種靈感。」，《ComicsAlliance》的大衛·布拉斯寫道：「就像以前的手塚治虫和杰克·科比一樣，鳥山用自己的雙手創造了一個故事，深深地滲透到讀者的心中，同時創造了對角色和媒介的愛。」。
許多藝術家都稱鳥山和《七龍珠》對他們具影響力，包括《ONE PIECE》作者尾田榮一郎、《火影忍者》的創作者岸本齊史、《妖精的尾巴》的作者真島浩等人。德國漫畫家漢斯·施泰恩巴赫受到鳥山的極大影響，泰國漫畫家維素·龐尼米特將鳥山列為他最喜歡的漫畫家之一。美國動畫系列《史蒂芬宇宙》的製片人伊恩·琼斯-奎特是《七龍珠》的粉絲，並將鳥山的車輛設計用作自己的參考。
2008年，Oricon進行一項關於人們最喜愛的漫畫家的調查，鳥山排名第二，僅次於《Nana》作者矢澤愛，其中他在男性受訪者和30歲以上受訪者中排名第一。在2010年進行的一項有關「改變漫畫歷史的漫畫家」調查時，鳥山排名第二，僅次於手塚治虫。鳥山在2013年安古蘭國際漫畫節上获得特别的40週年記念特別賞，以表彰他在漫畫方面的成就。他實際上在那一年的昂古莱姆市大奖的票選中獲得最高票，但選舉委員會選擇伯納德·威廉·霍爾特羅普作為得獎者。
2014年，在NTT Docomo舉行的有關最能代表日本的漫畫家的調查中，鳥山排名第三名。同年，昆虫学家埃尼奥·B·卡诺（Enio B. Cano）以鳥山的名字命名了一種新的甲蟲，另一種則以《七龍珠》中的角色龜仙人命名。2019年5月30日，法國政府將鳥山授予藝術與文學勳章的「騎士」稱號，以表彰他對藝術的貢獻。他還是2019年入選威爾·艾斯納名人堂的候選人。鳥山將在2024年東京動畫獎頒獎典禮上獲得終身成就獎。由於他在電子遊戲設計方面的工作，IGN將鳥山列為「有史以來最偉大的100位遊戲創作者」中的第74位。
鳥山去世的消息在他的作品的粉絲群體及作者群中引起悲痛，他們紛紛在社交媒體上表達對他的哀悼。

### 獎項
- 1981年：第27回小學館漫畫賞 少年少女部門（『怪博士與機器娃娃』）
- 2000年：第4屆日本新媒體動漫藝術節 數位藝術部門大賞（『勇者鬥惡龍 7 伊甸的戰士們』）
- 2006年：日本媒體藝術100選漫畫部門第三名（『七龍珠』）[168]
- 2013年：第40屆安古蘭國際漫畫節40週年記念特別賞[169][170]

### 外国勋章奖章
- 艺术与文学骑士勋章（法国文化部，2019年5月30日于东京颁发[171][172]）

## 另見

### 相關人士
| - 桂正和 - 佐久間晃 - 尾田榮一郎 - 岸本齊史 - 棚園正一 - 桑折貴之 - 大川知英 - jealkb - Maximum The Hormone 責任編輯 - 鳥嶋和彦 - 近藤裕 - 武田冬門 助手 - 田中久志：第一任助手。負責《怪博士與機器娃娃》 - 松山孝司：第二任助手。負責《怪博士與機器娃娃》及《七龍珠》 動畫師 - 中鶴勝祥 - 山室直儀 - 蘆田豐雄 |

## 外部連結
- 鳥山明 - 集英社漫畫網 S-MANGA.net （页面存档备份，存于）
- - 媒體藝術資料庫 （页面存档备份，存于）